# Dynamisches Gleichgewicht (Technische Mechanik)
Als Dynamisches Gleichgewicht bezeichnet man in der Technischen Mechanik den Umstand, dass die resultierende Kraft und die D'Alembertsche Trägheitskraft gleich groß und einander entgegensetzt sind.
Für einen Körper mit der Masse {\displaystyle m} lautet das zweite Newtonsche Gesetz:
{\displaystyle {\vec {F}}=m\,{\vec {a}}}.
Dabei ist {\displaystyle {\vec {F}}} die äußere Kraft und {\displaystyle {\vec {a}}} die Beschleunigung des Schwerpunkts im Inertialsystem. Nachdem die Grundgleichung der Mechanik auf die Form
{\displaystyle {\vec {F}}-m\,{\vec {a}}={\vec {0}}}
gebracht wurde, fasst man das negative Produkt aus Masse und Beschleunigung formal als Kraft auf, die als D’Alembertsche Trägheitskraft {\displaystyle {\vec {F}}_{T}} bezeichnet wird. Man erhält:
{\displaystyle {\vec {F}}+{\vec {F}}_{T}={\vec {0}}}
Damit ist das dynamische Problem auf ein statisches Problem des Kräftegleichgewichts zurückgeführt. Die Summe von äußerer Kraft und Trägheitskraft ist somit stets Null. Die d’Alembertsche Trägheitskraft greift im Schwerpunkt an, denn sie ist die Folge der Beschleunigung und nicht deren Ursache.
Der Vorteil dieser Vorgehensweise liegt darin, dass die Beschreibung einheitlich in einem Inertialsystem erfolgt und nicht weitere Bezugssysteme eingeführt werden müssen. Für viele Anwendungen in der Technischen Mechanik ist bereits ein erdfestes Bezugssystem, wie dies in der Fahrzeugdynamik nach DIN ISO 8855 festgelegt wurde, mit ausreichender Genauigkeit ein Inertialsystem.
In älterer Literatur wird das dynamische Gleichgewicht öfter auch als
D’Alembertsches Prinzip bezeichnet. Dies übersieht jedoch den Unterschied, denn beim D’Alembertschen Prinzip handelt es sich um einen eigenständigen Satz, nach dem die virtuelle Arbeit der Zwangskräfte verschwindet. Das dynamische Gleichgewicht ist dagegen eine Gleichungsumstellung des Newtonschen Bewegungsgesetzes. Wie die folgenden Beispiele zeigen, ist im Gegensatz zum d’Alembertschen Prinzip die Anwendung des Prinzips der virtuellen Arbeit nicht zwingend erforderlich.

## Anwendungen

### Schräglage eines Motorrads bei Kurvenfahrt

Motorrad bei stationärer Kurvenfahrt

In der Praxis kann man den Umstand ausnutzen, dass Trägheitskraft und äußere Kraft häufig an verschiedenen Punkten angreifen. Beispiel ist die Berechnung der Schräglage eines Motorrads bei stationärer Kurvenfahrt. Als äußere Kräfte wirken die Gewichtskraft im Schwerpunkt und die Reifenkräfte im Radaufstandspunkt auf das Motorrad. Die Reifenkräfte sind die Seitenkraft radial zum Kurvenmittelpunkt sowie die Radlast vertikal (beide nicht eingezeichnet).
Der Betrag von Zentripetalkraft bzw. Zentrifugalkraft {\displaystyle {\vec {F}}_{\text{Zf}}} berechnet sich aus der Bahngeschwindigkeit {\displaystyle v} und dem Krümmungsradius der Bahn {\displaystyle R}:
{\displaystyle F_{\text{Zf}}=\left|{\vec {F}}_{\text{Zf}}\right|=m\;{\frac {v^{2}}{R}}}
Wählt man als Bezugspunkt für das Momentengleichgewicht den Radaufstandspunkt, muss die resultierende Kraft {\displaystyle {\vec {F}}_{R}} aus Fliehkraft {\displaystyle {\vec {F}}_{\text{Zf}}} und Gewichtskraft {\displaystyle {\vec {F}}_{G}} durch den Radaufstandspunkt gehen, wenn das Motorrad nicht umkippen soll. Die Reifenkräfte, die die Zentripetalkraft ausüben, brauchen beim Momentengleichgewicht nicht berücksichtigt zu werden, da sie bezüglich des Bezugspunkts (Radaufstandspunkt) keinen Hebelarm besitzen und dadurch kein Moment erzeugen. Für die Schräglage {\displaystyle \alpha } ergibt sich
{\displaystyle \tan {\alpha }={\frac {F_{\text{Zf}}}{F_{G}}}={\frac {v^{2}}{R\;g}}={\frac {a_{y}}{g}}}
mit der Erdbeschleunigung {\displaystyle g}, und der Radialbeschleunigung {\displaystyle a_{y}}.

### Wellrad

Wellrad mit zwei Massen

Bei einem Wellrad sind zwei an Seilen aufgehängte Schwerpunktmassen {\displaystyle m_{1}} und {\displaystyle m_{2}} über eine Rolle mit unterschiedlichen Radien {\displaystyle r_{1}} und {\displaystyle r_{2}} miteinander verbunden. Vereinfachend wird angenommen, dass die Rolle kein Trägheitsmoment besitzt.
Durch Freischneiden am Seil mit den Seilkräften {\displaystyle F_{1},F_{2}} ergeben sich die Bewegungsgleichungen der beiden Massen. Die y-Richtung ist nach unten positiv definiert.:
{\displaystyle m_{1}\cdot {\ddot {y}}_{1}=m_{1}\cdot g-F_{1}}
{\displaystyle m_{2}\cdot {\ddot {y}}_{2}=m_{2}\cdot g-F_{2}}
Für die Seilkräfte ergibt sich somit:
{\displaystyle F_{1}=m_{1}\cdot g-m_{1}\cdot {\ddot {y}}_{1}}
{\displaystyle F_{2}=m_{2}\cdot g-m_{2}\cdot {\ddot {y}}_{2}}
Die Beschleunigungen können durch die Winkelbeschleunigung {\displaystyle {\ddot {\varphi }}} ausgedrückt werden:
{\displaystyle {\ddot {y}}_{1}=-r_{1}\cdot {\ddot {\varphi }}}
{\displaystyle {\ddot {y}}_{2}=r_{2}\cdot {\ddot {\varphi }}}
Das Momentengleichgewicht an der Welle, bei dem die Trägheitskräfte der Massen eingehen lautet:
{\displaystyle F_{2}\cdot r_{2}-F_{1}\cdot r_{1}=0}
Falls nur die Seilkräfte von Interesse sind, können diese bei vorgegebener Winkelbeschleunigung berechnet werden. Bei unbekannter Winkelbeschleunigung werden die Seilkräfte in die Beziehung für das Momentengleichgewicht eingesetzt:
{\displaystyle \underbrace {(m_{2}\cdot g-m_{2}\cdot r_{2}\cdot {\ddot {\varphi }})} _{F_{2}}\cdot r_{2}-\underbrace {(m_{1}\cdot g+m_{1}\cdot r_{1}\cdot {\ddot {\varphi }})} _{F_{1}}\cdot r_{1}=0}
umgestellt:
{\displaystyle (m_{1}\cdot r_{1}^{2}+m_{2}\cdot r_{2}^{2})\cdot {\ddot {\varphi }}=(m_{2}\cdot r_{2}-m_{1}\cdot r_{1})\cdot g}
Damit lautet die Bewegungsgleichung des Wellrades:
{\displaystyle {\ddot {\varphi }}={\frac {m_{2}\cdot r_{2}-m_{1}\cdot r_{1}}{m_{1}\cdot r_{1}^{2}+m_{2}\cdot r_{2}^{2}}}\cdot g}.
Die Trägheitswirkung der beiden Massen kann auch dem Wellrad zugeschlagen werden. Das statische Moment der beiden Massen wird durch ein äußeres Moment ersetzt. Es ergibt sich der Drallsatz in der bekannten Form:
{\displaystyle \Theta \cdot {\ddot {\varphi }}=M},
mit {\displaystyle \Theta =m_{1}\cdot r_{1}^{2}+m_{2}\cdot r_{2}^{2}}.
Der Drallsatz kann weiter verallgemeinert werden. Er ist also auch auf eine Konfiguration anwendbar, bei der eine der beiden Massen Null ist. Beispielsweise könnte die Masse {\displaystyle m_{2}} durch eine Person ersetzt werden, die am Seil zieht. Weiter könnte dem Wellrad ein eigenes Trägheitsmoment {\displaystyle I} zugeordnet werden.
{\displaystyle \Theta =I+m_{1}\cdot r_{1}^{2}+m_{2}\cdot r_{2}^{2}}.
Bei der Atwoodschen Fallmaschine sind beide Radien {\displaystyle r_{1}=r_{2}=r} gleich und die beiden Massen {\displaystyle m_{1}=M+m;\;m_{2}=M}. Gesucht ist die translatorische Beschleunigung der Masse {\displaystyle m_{1}}:
{\displaystyle {\ddot {y}}_{1}=-{\ddot {\varphi }}r={\frac {m}{2M+m}}g}

### Schwingende Atwoodsche Maschine

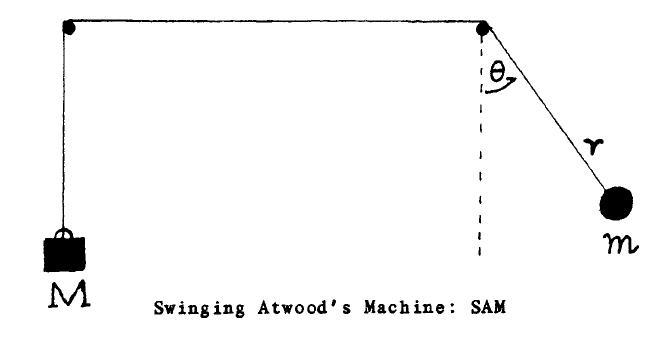
Schwingende atwoodsche Maschine (SAM)

Bei der schwingenden Atwoodschen Maschine führt die Masse {\displaystyle m} eine ebene Pendelbewegung mit veränderlicher Pendellänge durch. Das undehnbare Seil, das die Massen {\displaystyle m} und {\displaystyle M} verbindet, bewegt sich über reibungsfreie, punktförmige Aufhängungen. 
Die Beschleunigung der Pendelmasse kann im mitrotierenden Bezugssystem durch die Freiheitsgrade Pendellänge {\displaystyle r} und Winkel {\displaystyle \theta } ausgedrückt werden.
{\displaystyle {\vec {a}}_{m}={\begin{bmatrix}{\ddot {r}}-r{\dot {\theta }}^{2}\\r{\ddot {\theta }}+2{\dot {\theta }}{\dot {r}}\end{bmatrix}}}
Die Schnittkräfte am Seil {\displaystyle F_{m}} und {\displaystyle F_{M}} (Zug > 0) stehen im Gleichgewicht mit den Gewichtskräften und den Trägheitskräften:
{\displaystyle F_{m}=m(g\cos \theta -{\ddot {r}}+r{\dot {\theta }}^{2})}:
{\displaystyle F_{M}=M(g+{\ddot {r}})}:
Am masselosen Seil gilt:
{\displaystyle F_{M}=F_{m}\Rightarrow M(g+{\ddot {r}})=m(g\cos \theta -{\ddot {r}}+r{\dot {\theta }}^{2})}:
Daraus folgt für {\displaystyle {\ddot {r}}} mit {\displaystyle \mu ={\frac {M}{m}}}
{\displaystyle {\ddot {r}}={\frac {1}{1+\mu }}\left(g(\cos \theta -\mu )+r{\dot {\theta }}^{2}\right)}
In tangentialer Richtung gilt:
{\displaystyle m(r{\ddot {\theta }}+2{\dot {\theta }}{\dot {r}})=-mg\sin \theta }
{\displaystyle {\ddot {\theta }}=-{\frac {1}{r}}(g\sin \theta +2{\dot {\theta }}{\dot {r}})}
Für {\displaystyle \mu >1} gibt es zahlreiche Schwingungsformen.